# بیمارستان صحرایی سیار نیروی هوایی آرژانتین
بیمارستان صحرایی سیار نیروی هوایی آرژانتین (به اسپانیایی: Hospital Militar Reubicable) یک بیمارستان سیار در آرژانتین است.